# Cheilosia mutabilis
Genre
Cheilosia mutabilis est une espèce européenne de syrphes. Comme la plupart des espèces du genre Cheilosia, elle est noire et, de ce fait, peut souvent être négligée en tant que syrphe. Elle est peu enregistrée et est considérée comme rare dans la majeure partie de son aire de répartition.

## Classification
Le nom valide complet (avec auteur) de ce taxon est Cheilosia mutabilis (Fallén, 1817).
L'espèce a été initialement classée dans le genre Eristalis sous le protonyme Eristalis mutabilis Fallén, 1817.
Cheilosia mutabilis a pour synonymes :
- Cheilosia placida Meigen, 1838
- Cheilosia pusilla Rondani, 1857
- Eristalis mutabilis Fallén, 1817
- Eristalis pygmaea Zetterstedt, 1838
- Syrphus funeralis Meigen, 1822
- Syrphus linearis Roser, 1840
- Syrphus pratensis Meigen, 1822